# Turki (pripovedka)
'TurkiLežeče besedilo je kratka pripovdka, ki je izšla v zbirki zgodb Zgodbe o Štrpedu iz Materskega podolja, Podgorskega Krasa in Čičarije. Po pripovedovanju jih je zbral in zapisal Pavel Medvešček, grafik, slikar, oblikovalec, publicist in zbiralec ljudske dediščine.
Pripovedko <turki je zapisal po pripovedovanju Ivanke Mršnik leta 1971.

## O avtorju
Pavel Medvešček se je rodil 8. avgusta 1933 v Anhovem, v delavski družini. Nekaj let je s starši živel v Mariboru. Po osnovni šoli v domačem kraju in nižji gimnaziji v Šempetru pri Gorici je študiral na šoli za oblikovanje, kjer je tudi diplomiral leta 1955. Kot pedagog je bil strokovni učitelj risanja na nižji gimnaziji v Vipavi, na osnovni šoli v Kojskem in na osnovni šoli v Desklah. Leta 1960-61 je obiskoval dva semestra pedagoške akademije v Ljubljani. Od 1967 dalje je svoboden umetnik, ki se tudi aktivno ukvarja z uporabno grafiko (knjižna oprema, plakati, prospekti, itd.) in slikarstvom, imel je čez sto samostojnih in skupinskih razstav doma in v tujini. Poleg tega je kot publicist in poznavalec ljudskega blaga, objavil več člankov in monografskih publikacij.

## Analiza
God svetega Petra je bil že mimo, pšenična polja pa še niso bila požeta, ker je tako močno deževalo, so se klasi pod težo vode že polegli.
Končno je posijalo sonce in na plja so prihiteli ljudje, da bi čim prej poželi žito.
Zadnji dan žetve pa so na polja pridrveli turški konjenjki. Meči so se kar bliskali v soncu in najbližjim žanjicam so kar v diru posekali glave.
Tedaj pa je iz svoje dupline priletel Štrped. V trenutku so se vsem turškim vojakom zlomile konice mečev. Od strahu so zbežali. Žanjice so za njimi pobrale konice mečev in kovači so naredili nove srpe.

### Kraj in čas dogajanja
Matarsko podolje je Štrpedova dežela. Tako se imenujeta kar dva hriba v tej suhi kraški dolini. Pa še eno naselje, a to je že v hrvaški Istri.
V osrednjem delu Matarskega podolja leži gručasta vas Markovščica. Na severni strani se dviga Brkinsko hribovje, na jugu pa Slavnik in vrhovi Čičarije. Značilna kraška gmajna je porasla z gostim brinjem, ki včasih zraste v prava drevesa. Polno je vrtač, kotanj in brezen.
Nekje po drugi svetovni vojni, ko so bili Brkini, še dokaj odmaknjen predel, v katerem se je ohranjalo veliko starega izročila. Ljudje so si krajšali čas s pripovedovanjem pripovedk.
Pripoved naj bi se dogajala nekje okrog godu sv. Petra, junija. Peter je bil preprost ribič, doma v Betsajde pri Genezareškem jezeru in je na Jezusov klic pustil ribiške mreže ter hodil za njim. 

## Zgodbe o Štrpedu in Materskega podolja, Podgorskega Krasa in Čičarije
- Štrpedov rod
- Lipeglav
- Runjevica
- Podgradska grofična
- Nabiralec brinja
- Skandan
- Štrped
- Bosi otroci
- Podganje leto
- Stava (pripovedka)
- Medvižicev štrped
- Žito (pripovedka)
- Tihotapci
- Bolno dekle
- Kozja pastirica
- Kako je štrped pomagak Johanu